# Български колоездачен съюз
Българският колоездачен съюз е българска спортна организация. Тя е основана на 16 август (3 август стар стил) 1902 година в Русе, като обединява няколко колоездачни дружества от различни градове в страната, най-старото от които е създадено в София през 1889 година. 
През 1906 г. във Варна са публикувани разпоредби на управителния съвет на Българския колоездачен съюз.
От 1909 година съюзът организира Обиколката на Витоша, най-старото българско спортно състезание, съществуващо до наши дни, а от 1924 година – и Обиколката на България. От 1928 година организацията е член на Международния колоездачен съюз.